# Skyscraper Museum
Pour les articles homonymes, voir Skyscraper (homonymie).
Le Skyscraper Museum (musée des gratte-ciel) est un musée new-yorkais. Comme son nom l'indique, le musée est consacré aux grandes structures et aux grands bâtiments, dans la ville qui compte le plus grand nombre de gratte-ciel célèbres au monde. Le Skyscraper Museum est actuellement unique en son genre, et entend étudier les gratte-ciel comme des « objets de conception » et des « produits de technologie », mais aussi les lieux de construction, les investissements relatifs à l'immobilier et les lieux de travail et/ou de résidence.
Le premier Skyscraper Museum était situé à proximité du site du World Trade Center, mais les attentats contraignirent le musée à changer provisoirement d'adresse. Le musée s'est finalement implanté à Battery Park City, à la pointe sud de Manhattan, dans un bâtiment conçu par Roger Duffy et le cabinet d'architectes Skidmore, Owings and Merrill, travaillant pro bono.
Le 6 septembre 2006, le musée a consacré une exposition au World Trade Center, avec les plans originaux du site.